# Oriol
Pronunciação
Oriol (em russo:  Орёл) é uma cidade na Rússia, centro administrativo do oblast de Oriol. Está localizada em ambas às margens do rio Oka e a população da cidade é de 311.625 habitantes (em 2019). A cidade foi fundada em 1566 pela ordem de Ivan IV. Entre os tipos de transportes coletivos da cidade há elétricos e trólebus. Oriol tem ligações ferroviárias diretas com as cidades grandes das regiões vizinhas: Briansk, Kursk, Lipetsk e Tula.
A cidade de Oriol é a sede do Estádio Central e do FC Oriol, que participa do Campeonato Russo de Futebol.